# کرتون، لینکلن‌شر
کرتون (به انگلیسی: Kirton) یک روستا و محله مدنی در بریتانیا است که در Boston واقع شده‌است. کرتون ۵٬۳۷۱ نفر جمعیت دارد.